# تغییرپذیری
تغییرپذیری (به انگلیسی: Lability) پتانسیل هر ماهیت برای تغییر کردن است.

## شیمی
تغییرپذیری در شیمی برای گونه‌های شیمیایی ناپایدار و در حالت گذار استفاده می‌شود. برای نمونه اگر یک مولکول دارای یک صورت‌بندی برای مدت کوتاهی باشد؛ پیش از آنی‌که به تراز انرژی پایین‌تر بیاید، به آن صورت‌بندی، تغییرپذیر گفته می‌شود.
تغییرپذیری در شیمی آلی فلزی، شیمی معدنی و سینتیک شیمیایی کاربرد دارد.

### واکنش‌پذیری
به صورت کلی، کمپلکس‌های معدنی از نظر واکنش‌پذیری به دو دسته تغییرپذیر (به انگلیسی: Labile) و بی‌اثر (به انگلیسی: Inert) تقسیم می‌شوند (گاهی بجای تغییرپذیر از واژگان فعال یا ناپایدار نیز استفاده می‌گردد. ).

#### شروط تغییرپذیری
- آرایش‌های الکترونی که دارای الکترون در اوربیتال Eg هستند، تغییرپذیرند.
- آرایش‌های الکترونی که در  T2g  کمتر از سه الکترون دارند (کمتر از نیمه‌پر) تغییرپذیرند. (d0 , d1 , d2)

بقیه آرایش‌های الکترونی بی‌اثر هستند.

## زیست‌شناسی
در زیست‌شناسی، یاخته تغییرپذیر، یاخته‌ای است که به‌طور ثابت با ورود و باقی‌ماندن در هسته سلولی تقسیم می‌شود.این یاخته در مقابل یاخته پایدار قرار دارد.